# 熱海サンビーチ

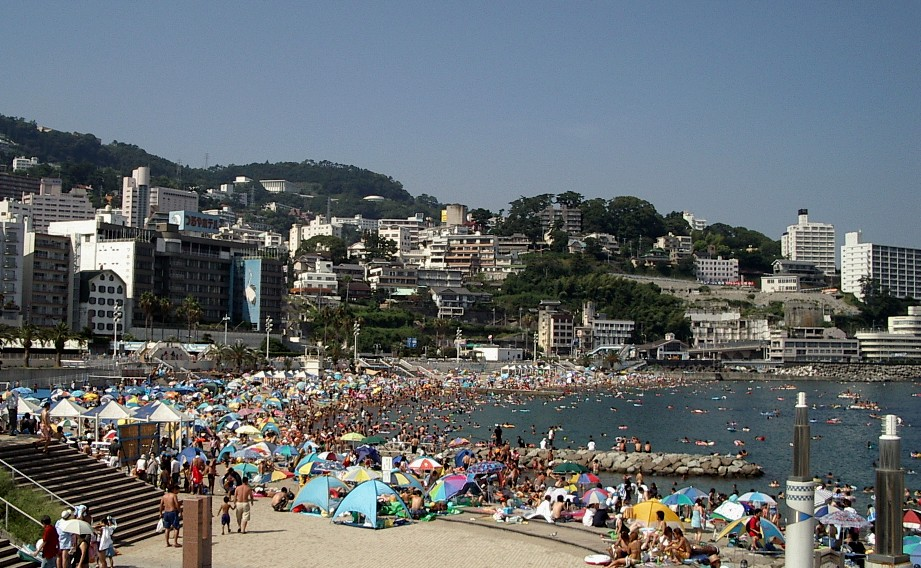
海水浴客でにぎわう夏の熱海サンビーチ

熱海サンビーチ（あたみサンビーチ、英: Atami Sun Beach）とは、熱海市の市街地北部にある人工海浜・海水浴場。

## 概要
熱海市街地の北東部に、東南向きで縦の長さ400m、幅60mに渡って造成されている浜辺であり、その名の通り朝日が昇る「サンライズビーチ」となっている。1986年（昭和61年）に完成し、砂は千葉県君津市の山砂が使用されている。
また2004年（平成16年）からは、石井幹子プロデュースの月光をイメージした青緑の夜間ライトアップ（日没〜22時）が行われている。（海上花火大会がある時間だけは、花火鑑賞の妨げにならないよう、ライトアップは一時的に消灯される。）
夏場の海水浴場は、7月半ばから8月末まで開設され、遊泳時間は9:00～17:00となっている。

## 併設施設

### サンデッキ
1986年（昭和61年）に、サンビーチと共に造られたペデストリアンデッキ。
海側階段下にはトイレ（北側が男性用、南側は女性用）があり、国道側のデッキ下にはトイレとロッカールームがある。
1月の市民駅伝の出発式が行われたりもする。

### ジャカランダ遊歩道
1990年（平成2年）に姉妹都市となったポルトガルのカスカイス市から贈られたジャカランダの木を、歩道脇の緑地帯「お宮緑地」に植樹し、その後徐々に拡張整備を行ない、2014年（平成26年）6月6日に完成した。
7月15日-16日夜の、こがし祭り山車コンクールの審査会場に使われたりもする。

## イベント
サンビーチ
- 熱海海上花火大会 - 春季・夏季を中心に年十数回。
- 月の道 薪能 - 春・秋、MOA美術館主催。
- どんど焼き（どんどん焼き）・寒中水泳大会 - 1月第2日曜日。寒中水泳大会は新成人の前途を祝って行われる。[4]
- こがし祭 浜降り神事 - 7月16日、来宮神社例大祭。
- 初島・熱海間団体競泳大会 - 8月4日。
- 熱海サンビーチ・アクアスロン大会 - 10月上旬。

サンデッキ
- 熱海市民駅伝 出発式 - 1月第4土曜日。

ジャカランダ遊歩道
- ジャカランダフェスティバル - 6月[5]。
- こがし祭り山車コンクール 審査会場 - 7月15日-16日。

## 周辺

### 北方（横磯港周辺）
北方には横磯港があり、裏側には熱海駅・伊豆山方面へと上がって行く国道135号が、また手前を横切る形で海沿いには熱海ビーチラインが、それぞれ伸びている。
横磯港へは、サンビーチの北端から歩道橋と横断歩道を経由して行くことができ、周辺には、
- でん助茶屋（海鮮料理、ホテルサンミ倶楽部別館）
- 熱海マリンスポーツクラブ - スキューバダイビング。
  - 熱海サンビーチカフェ&フーズ（カフェ）
- atami scuba（熱海スキューバ） - スキューバダイビング。
- おさむ商店（海鮮BBQ）
- 出光熱海サンビーチSS（ガソリンスタンド）

などがある。

### 西方（ジャカランダ遊歩道周辺）
西方には、北方の「熱海ビーチライン」と南方の渚町の中央通りである「なぎさ中通り（サンロード）」を直結するバイパス道路と、250〜300台が駐車可能な市営の「東駐車場」があり、それらをまたぐ形で中央には「サンデッキ」という名の歩道橋兼広場（ペデストリアンデッキ）が設置されている。
それを渡ると南北に「ジャカランダ遊歩道」（お宮緑地）が伸びており、それに沿って北に進むと「お宮の松」と「東駐車場」北口があり、さらに北に進むと遊休市有地に建てられている特別仕様のコンビニエンスストア（ローソン熱海サンビーチ店）がある。
逆に南に進んでビーチ側に回り込むと「東駐車場」南口があり、その先には「熱海警察署・中央交番」がある。
（なお、「ジャカランダ遊歩道」の西脇を通っている国道135号は、熱海市内最大の祭りである来宮神社の「こがし祭り」（7月15日〜16日）の夜に行われるイベント「こがし祭り山車コンクール」において通行止めにされ、パレードが行われるメイン会場となる。）

#### ホテル・マンション群
また、国道135号をまたいだ西方には、
- ゼファー熱海ビーチタワー（リゾートマンション）
- ラビスタ熱海（ホテル・建設中、旧・熱海グランドホテル跡地）
- 熱海パールスターホテル（旧・つるやホテル/あうね熱海）
- ホテルサウスベイ（閉業）
- メゾン紅葉（リゾートマンション）
- 熱海シーサイドスパ&リゾート（ホテル、富士急系）
- 熱海ベイフロント（リゾートマンション）
- 大月ホテル和風館/ホテルミクラス（オリックス系）
- ホテルかつら
- デュピア熱海（リゾートマンション）

といったホテルやリゾートマンションがひしめいている。

#### 熱海駅方面からの徒歩道
ちなみに、熱海駅からサンビーチへと（路線バスではなく）徒歩で向かう場合、「仲見世商店街」出口や「田原本町交差点」方面からだと、サンビーチ北部へは、
- レアージュ熱海（リゾートマンション）東脇の階段
→ アデニウム熱海 濱ノ離宮（リゾートマンション）東脇の階段

を下って進み、
- 1. ゼファー熱海ビーチタワー（リゾートマンション）西脇の階段
- 2. ザ・パームショア熱海（リゾートマンション）東脇の階段
→ 熱海パールスターホテル東脇（ラビスタ熱海（ホテル）西脇）の階段

等へと下って来るルートが、またサンビーチ南部へは、
- 竜宮閣（旅館・日帰り温泉）東脇の階段

を下って進み、
- 1. 熱海シーサイドスパ&リゾート（ホテル）南脇の脇道
- 2. ホテルミクラス南脇の脇道
- 3. ホテルかつら南脇の道

等へと下って来るルートが、それぞれ最短ルートとなる。
また「平和通り商店街」出口からサンビーチ南部への最短ルートは、商店街出口付近の
- 熱海シェル石油販売（ガソリンスタンド）東脇の道

を下って、上記した南部への最短ルートへと合流するルートが、最短ルートとなる。
もちろんサンビーチの北部・南部から、熱海駅へと徒歩で上がって来る場合も、これらの逆が最短ルートとなる。

### 南西（熱海銀座方面）
南西の「東海岸町交差点」周辺には、
- サンバード（レトロ喫茶店）
- 静岡日産自動車 熱海店
- セブンイレブン 熱海銀座町店
- 熱海フルーツキング 本店（デザート店）
- クレール（欧風レストラン）

などがあり、さらに南西には「熱海銀座商店街」がある。

### 南方（親水公園方面）
南方には、道路を一本挟んだ向かいに水着入店可能な大型ファミリーレストラン（ジョナサン熱海サンビーチ店）があるが、道路を渡らずに海沿いに進むと「親水公園」（ムーンテラス、スカイデッキ、レインボーデッキ、渚デッキ）が伸びており、市営の「第1親水公園駐車場（50台）」「第2親水公園駐車場（60台）」も併設されている。また海側では「スパ・マリーナ熱海」というマリーナが運営されており、多くのプレジャーボートが係留されている。
2つ目のデッキである「レインボーデッキ」の南端には熱海市観光協会の観光案内所「ワカガエルステーション」があり、3つ目のデッキである「渚デッキ」上にはマリーナ直営のオープンカフェ「サンレモカフェ」がある。また付設の第3桟橋は、「熱海遊覧船サンレモ」の発着場になっている。

## 沿革
- 1965年（昭和40年） - 熱海ビーチライン完成[7]。
- 1966年（昭和41年） - グリーンベルト（お宮緑地）整備、「新お宮の松」誕生祭[7]。
- 1967年（昭和42年） - 東駐車場造成。埋め立てと消波ブロックにより、自然海浜消失[8][7]。
- 1981年（昭和56年） - 人工海浜の造成に着手[7]。
- 1986年（昭和61年） - サンビーチ（200m）、サンデッキ完成。貫一・お宮像設置[2]。
- 1988年（昭和63年） - サンビーチが400mまで延長[2]。
- 2004年（平成16年） - 夜間ライトアップ開始[2]。
- 2005年（平成17年） - 禁煙化[2]。
- 2013年（平成25年） - お宮緑地北方の遊休市有地にローソン熱海サンビーチ店開業[2]。
- 2014年（平成26年）6月6日 - ジャカランダ遊歩道完成[2][3]。